# Alisha Wainwright
Alisha Ena Wainwright (* 14. Juli 1989 in Orlando) ist eine US-amerikanische Filmschauspielerin, Hörbuch- und Synchronsprecherin.

## Leben und Wirken
Wainwright wurde als Tochter einer Jamaikanerin und eines Haitianers geboren und wuchs nach der Trennung der Eltern bei ihrer Mutter auf. Nach einem Botanikstudium hatte sie ihren ersten Auftritt in der auf YouTube ausgestrahlten Comedyshow Smosh. Anschließend folgten kleinere Episodenrollen in mehreren US-amerikanischen Serien, ehe sie von 2017 bis 2019 als Werwölfin Maia Roberts in einer Hauptrolle in der Fernsehserie Shadowhunters zu sehen war. Seit 2019 spielt sie in der Netflixserie Raising Dion die Mutter von Dion.

## Filmografie (Auswahl)
- 2012: Smosh (Fernsehserie, Folge 7.29)
- 2014: Criminal Minds (Fernsehserie, Folge 9.21: Schweine und Menschen)
- 2014: Married (Fernsehserie, Folge 1.04: Uncool)
- 2015–2015: Perception (Fernsehserie, Folgen 3.04: Besessen und 3.14: Liebe tut weh)
- 2015: Switched at Birth (Fernsehserie, Folge 4.17: Dem Sieger gehört die Beute)
- 2015: Major Crimes (Fernsehserie, Folge 4.12: Blackout)
- 2016: General Hospital (Fernsehserie, 2 Folgen)
- 2016: Rosewood (Fernsehserie, Folge 2.01: Campus und Karriere)
- 2017: The Hatred
- 2017–2019: Shadowhunters (Fernsehserie, 35 Folgen)
- 2018: The Wedding Do Over (Fernsehfilm)
- 2018: Lethal Weapon (Fernsehserie, Folge 2.14: Die Doppelbaileys)
- 2019–2022: Raising Dion (Fernsehserie)
- 2020: Death of a Telemarketer
- 2021: Palmer
- 2023: Platonic (Fernsehserie)

## Werke als Sprecherin
- 2015–2016: Disney Star Darlings (Fernsehserie, 10 Folgen)
- 2016: NBA 2K17 (Videospiel)
- 2017: Little & Lion (Hörbuch)[2]
- 2018: The Beauty That Remains (Hörbuch)
- 2020: Day by Day (Podcastserie, Folge 1.20)